# アル・ファクリ
アル＝ファクリ（名誉の書）、またはアル＝ファクリ・フィ（サナーア）・アル＝ジャブル・ワ・アル＝ムガーバラ（代数と対比における名誉の書）は、アブ・バクル・アル=カラジによって書かれた代数学をテーマにした本である。
アル・カラジは、ファフル・アル・ムルク・ワシティ（アブ・ガーリブ・ムハンマド）のためにこの本を書き、彼の名前にちなんで名付けた。この本はイスラム時代の代数学に関する最も重要な著作の1つである。
この本の写本はパリ、イスタンブール、カイロなどに複数所蔵されており、フィルムもテヘラン大学中央図書館に3/361番で所蔵されている。

## 歴史
カラジは、バグダッドに滞在していたアブ・ガリブ・ムハンマド・イブン・アリ・イブン・ハラフ・ワシティ（通称ファフル・アル＝ムルク、バハ・アル＝ダウラの大臣であり、ヒジュラ暦407年（918年）に死去したスルタン・アル＝ダウラ・デイラミ）と共に『名誉の書』を執筆し、その名にちなんで名付けた。カラジは本書の序文で次のように述べている。
こうして私は、算術の主題があらゆる形式の情報から未知数を抽出することであると知り、そこに至る最も明晰な道筋、そしてそこに到達するための最初の手段が代数と対比の技術であることを理解した。それは、代数と対比の力と、それが算術のさまざまな問題すべてに含まれているからである。また、この技術に関して編集された本には、必要な予備情報が十分に含まれておらず、その分野を理解するのに必要な情報が不十分であり、これらの本の著者が、この科学の目的に到達し究極に達する方法である予備事項を説明していないこともわかった。そして、私はこの技術の中に、それらの著者のどの著作にも見なかった新しく優れた点を見出し、彼らの本では説明されていない問題を解いた。そして私がこの美徳を発見し、この欠点を補う必要があると感じたとき、私はこの情報をすべて含み、加算の濁りや無効化の汚染から純粋できれいな方法で代数の原理を簡潔に説明する本を書く以外に選択肢がなかった...
アル＝ファクリは、ドイツの東洋学者フランツ・ヴォプケによって初めて研究された。ヴォプケは1853年にパリで原稿からのアル＝ファクリの要約と分析をフランス語で出版した。ヴォプケの研究は他の東洋学者の注目を集め、アドルフ・ホッホハイムは1878年から1880年にかけてカラジの『アル＝カフィ・フィ・アル＝ヒサブ』のドイツ語訳を出版した。

## 内容
この名著は2部に分かれており、第1部には代数計算の規則と定常方程式と流動方程式を解く際の一般論が収められており、第2部には5つのカテゴリーに分かれた254の問題の解答が収められている。
カラジはこの本の中で、ディオファントスの『代数学』 の問題の一部を、そのまま、あるいは既知の値を変更して収録した。
ヴォプケはこの本の中で、第一に、アル＝ファクリの著書にはディオファントスの著書と重複する問題が含まれている（ジョージ・サートンはそのうち25個を挙げている）、第二に、「フィボナッチの著作は、フィボナッチに帰属させようとしてきたほど独創的ではなく、むしろその大部分はアラブ人、特にカラジから引用されている」ことを証明した。 